# 防区内攻击武器
防区内攻击武器（SiAW）是诺斯罗普·格鲁曼公司为美国空军(USAF) 开发的一种战术空对地导弹。
该武器系统主要用于打击敌方防空系统及高价值目标，包括但不限于：指挥控制节点、地对地导弹发射装置、反卫星系统与GPS干扰系统。 

## 历史
2022年5月，美国空军与L3哈里斯技术公司、洛克希德·马丁公司和诺斯罗普·格鲁曼公司签订合同，开始“防区内攻击武器”（SiAW）第一阶段的研发。  2023年9月28日，美国空军与诺斯罗普·格鲁曼公司授予一份价值 7.05 亿美元的合同，用于开发和测试SiAW。 SiAW可攻击移动中的目标，包括战区弹道导弹发射器、巡航导弹和反舰导弹发射器、 GPS干扰平台和反卫星系统。它的射程比防区外武器短，由隐形战斗机穿透敌方领空后发射。 SiAW 将装入F-35的内部武器舱内。该设计借鉴了美国海军AGM-88G 先进反辐射制导导弹 - 增程型(AARGM-ER) 的经验。美国空军计划在 2026 年之前将该武器投入实战。  
2024年11月，诺斯罗普·格鲁曼公司向美国空军交付了第一枚 SiAW，用于发射测试。 